# 三戸信人
三戸 信人（みと のぶと、1914年10月8日 - 2010年10月18日）は、昭和から平成時代の労働運動家。全国産業別労働組合連合（新産別）政治部長。

## 経歴
日本植民地下の朝鮮江原道生まれ。本籍地は広島県高田郡吉田村（現安芸高田市）。1932年3月広島市立商業学校卒業。在学中、芸備日日新聞社に新聞配達員として勤務する。1930年2月の第2回普通選挙で高津正道の選挙活動を手伝ったのを機に無産政党や労働運動と関わりを持ち、同年春に芸備日日新聞社で配達員の組合を結成した。配達員の組合が潰された後、日本労働組合全国協議会（全協）に参加。全労系の広島県合同一般労組に入り、革命的反対派（革反）に所属。1931年全協広島県オルグ。1932年日本共産党に入党、党中央委員の袴田里見、逸見重雄らの指導を受けながら広島県下の労働運動を指導。同年10月の熱海事件で広島県の組織が壊滅したため、1933年2月から広島県で共産党・全協の組織再建に従事。呉地区オルグ、岩国地区オルグとして活動中の1934年1月に治安維持法違反容疑で東京で検挙。懲役5年の判決を受け、広島刑務所に服役。
1938年9月に釈放された後、上京。封筒の宛名書きの仕事で通っていた国民精神文化協会で知り合った元共産党員・相馬一郎の紹介で、1939年日蘇通信社に入社。在職中、東京外国語専門学校の夜学でロシア語を学ぶ。鋳物工場、大崎電気、羊毛統制会を経て、1944年理化学研究所（理研）に入社。在職中、川崎堅雄、赤津益造、尾崎陞らが結成した日本建設協会に参加。同協会には細谷松太、伊藤憲一なども参加していた。
1945年9月大沢久明、柏原実、折村完一らと新民主主義同盟を結成。雑誌『労働運動』（有紀書房）を発行。1947年の2・1スト直後、共産党に再入党。産別会議の事務局に書記として入り、事務局細胞のキャップとなった。2・1スト以降、党の組合引き回しに反対し、組合の独立性・自主性を主張。同年7月の自己批判大会を契機に党中央との対立を深め、12月に事務局細胞のキャップを解任された。1948年2月、細谷松太、光村甚助、喜田康二、落合英一、大谷徹太郎らと産別会議民主化同盟（産別民同）を結成。同年3月5日に共産党から除名された。1949年12月、細谷松太、落合英一らと全国産業別労働組合連合（新産別）の結成を主導して政治部長となった。1988年3月に新産別常任顧問を退任。この間、1949年に日本社会党への入党運動の中で同党に入党したが、1952年に新産別の主要幹部は党籍を持たないという決議により離党した。1950年に総評結成準備会で和田春生（海員組合）、島上善五郎（総同盟。総評初代事務局長）とともに「規約」「基本綱領」「大会宣言」を分担執筆した。1965年に原水爆禁止日本国民会議（原水禁）が結成された際に常任執行委員に選出された。

## 著書
- 『労働組合の思想と行動』（編、鼎出版会、1976年）

## 関連文献
- 神山茂夫『民同派労働組合論批判』（暁明社、1948年）
- 国民政治年鑑編集委員会編『国民政治年鑑 1962年版』（日本社会党中央本部機関紙局、1962年）
- 中村建治『合理化と労働組合』（三一書房［三一新書］、1966年）
- 『朝日年鑑 1987年版』（朝日新聞出版、1987年）
- 五十嵐仁『政党政治と労働組合運動――戦後日本の到達点と21世紀への課題』（御茶の水書房、1998年）
- 石原萠記『戦後日本知識人の発言軌跡』（自由社、1999年）
- 三省堂編修所編『コンサイス日本人名事典＜第4版＞』（三省堂、2001年）
- 岡田一郎『日本社会党―その組織と衰亡の歴史―』（新時代社、2005年）
- 小谷野敦『天皇制批判の常識』（洋泉社［新書y］、2010年）
- 鶴島裕二『同時代を読む』（文化研究所、2021年）